# 仏教音楽
- 宗教文化 > 宗教音楽 > 仏教音楽
- 仏教 > 仏教文化 > 仏教音楽

仏教音楽（ぶっきょうおんがく）は、宗教音楽のうち、仏教に関するものをいう。ここでは、主に日本における仏教音楽を扱う。

## 歴史

### 起源
仏教と音楽の関係は、仏教の開祖である釈尊の在世時より見られるもので、その始まりのひとつとして、説法の内容を記憶するため、言葉に節を付けていたことが指摘されている。

### 日本への伝来
日本の仏教音楽のはじまりは、仏教の伝来と同時に仏教儀式の構成要素として伝えられた、外来音楽としての声明と雅楽である。『東大寺要録』によると、天平勝宝4年4月9日（752年5月26日）に行われた東大寺盧舎那仏の開眼供養会では、インドの僧侶の菩提僊那が導師を務めたとされる。

### 日本での発展
平安時代に、遣唐使留学僧として唐に渡った最澄と空海が声明を伝え、それぞれ天台声明と真言声明の礎を築く。鎌倉時代以降も、鎌倉新仏教と呼ばれる宗派が生まれるが、それら宗祖（法然・親鸞・一遍・栄西・道元・日蓮）はいずれも天台宗比叡山延暦寺（一遍は浄土宗西山派）にて出家、修行したため、声明に関してはいずれも天台系を継承し、以降日本における声明は、天台と真言の二大流派を中心に発展する。
また声明は、伝来以降、日本の音楽文化にさまざまな影響を与えてきた。

### 近代以降
明治時代の欧化政策により、政府主導のもとで洋楽の積極的な導入が行われると、解禁となったキリスト教の賛美歌を用いた伝道活動に刺激を受け、仏教界においても洋楽の導入の動きが見られるようになる。そうした動きは信者を中心とするもので、浄土系の教団を中心に、仏教讃歌として発展する。また同時に、浄土系以外の教団では、従来の御詠歌を各教団において体系的なものとして発展させようという動きも現れてくる。しかし儀式においては、依然として声明が用いられており、20世紀の後半に入り、ようやく試験的に洋楽的な要素が採り入れられるようになった。

## 分類
仏教音楽は、そのあり方から、経典に記された音楽、儀式用の音楽、信者の活動用の音楽、仏教芸能としての音楽、鑑賞用の音楽、などに分類される。ただしそれらは、厳密に分類されうるものではない。

### 経典に記された音楽
仏教の開祖である釈尊の説法をまとめた経典中には、さまざまな音楽に関する記述が確認される。

### 儀式用の音楽
儀式用の仏教音楽の多くは、僧侶によって奏されることが多く、日本の場合は、伝統邦楽に分類される声明と雅楽などがこれに当たる。20世紀の後半からは、西洋音楽の要素（音階、和声、楽器など）を採り入れた音楽も聴かれる。各儀式で用いられる声明曲および雅楽曲は、儀式の内容や規模などによって決定されるが、作法として、出勤僧侶の作法や次第とともに、使用する楽曲の組み合わせを定めたものもある。

### 信者の活動用の音楽
巡礼や教化活動などにおいて、信者によって奏される仏教音楽。御詠歌や仏教讃歌などがある。

### 仏教芸能としての音楽
声明などを起源とし、芸能的なものとして受容された仏教音楽。盆踊りの音楽などがある。

### 仏教を題材とした鑑賞用音楽
鑑賞される対象としての芸術音楽やポピュラー音楽など、すでに確立された音楽ジャンルにおいて、創作の過程で仏教的な要素が採り入れられたもの。